# Cerna (Vukovar-Syrmie)
Pour les articles homonymes, voir Cerna.
Cerna est un village et une municipalité située dans le comitat de Vukovar-Syrmie, en Croatie. Au recensement de 2001, la municipalité comptait 4 990 habitants, dont 98,54 % de Croates et le village seul comptait 4 149 habitants.

## Localités
La municipalité de Cerna compte 2 localités : Cerna et Šiškovci.